# 利奥一世 (皇帝)
利奥一世（羅馬化：Leōn；约401年—474年1月18日），也被稱為色雷斯人利奥（拉丁語：Thrax），是一位东罗马帝国皇帝，利奧王朝創建者，於457年–474年在位。他出生於奧勒良達契亞，靠近歷史悠久的色雷斯。他有時被冠以利奥大帝（拉丁語：Magnus）的稱號，可能是為了區別於他的孫子、下任皇帝利奧二世。
在他17年的統治期間，他監督了一系列雄心勃勃的政治和軍事計劃，主要目的是援助搖搖欲墜的西羅馬帝國並收復其昔日的領土。他是第一位使用通用希臘語而非晚期拉丁語立法的東羅馬皇帝，因此而聞名。東正教將他尊為聖人，紀念日為1月20日。

## 早年

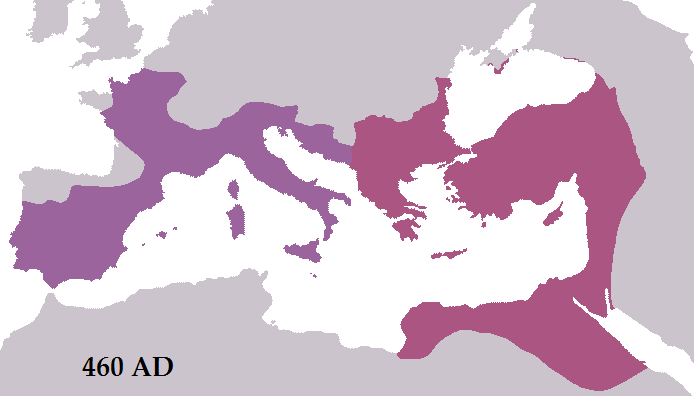
460年利奧統治時期的東羅馬帝國和西羅馬帝國

他於401年出生於色雷斯行省或奧勒良達契亞行省的一個色雷斯-羅馬人家庭。歷史學家坎蒂杜斯·伊薩魯斯提到了他的達契亞人血統，而約翰·馬拉拉斯則認為他擁有貝西亞色雷斯人血統。根據《君士坦丁堡志》記載，他有一個妹妹/姐姐尤菲米婭，她終身未婚；據說利奧每週都會去君士坦丁堡看望她，後來她還為他豎立了一座雕像。關於尤菲米婭是否存在的已故且不太可靠的消息來源使人們對其存疑。利奧曾在東羅馬軍隊服役，晉升為隨從官。他是東羅馬軍隊阿蘭人軍事統帥阿斯帕扶植的一系列皇帝中的最後一位，相較強勢獨立的馬爾西安皇帝並且有他的妻子普爾喀麗亞皇后的制衡，阿斯帕認為利奧會是個容易操縱的傀儡統治者。相反，利奧變得越來越獨立於阿斯帕，導致了緊張局勢，最終導致阿斯帕被暗殺。

## 皇帝
利奧於457年2月7日加冕為皇帝，這是首次在傳統的羅馬加冕儀式中融入基督教元素。儘管利奧已在赫布多蒙的正式加冕儀式上由教區總督加冕，但他仍前往聖索菲亞大教堂，將皇冠置於祭壇上。離開教堂時，君士坦丁堡牧首亞納多留斯將皇冠重新戴回他的頭上，這一舉動象徵著羅馬帝國傳統向中世紀羅馬帝國和基督教傳統的轉變。這種基督教加冕儀式後來被歐洲各地的宮廷效仿。
利奧的加冕儀式賦予了軍事統帥阿斯帕一個關鍵角色，他與利奧一同乘坐戰車，參加了君士坦丁堡的遊行，並在抵達君士坦丁廣場時向他獻上了一頂金冠。
利奧一世與伊蘇里亞人結盟，得以除掉阿斯帕。聯盟的代價是利奧的女兒嫁給了伊蘇里亞人的領袖塔拉西科迪薩，他就是於474年以芝諾之名加冕為皇帝的那位。 469年，阿斯帕試圖暗殺芝諾，幾乎成功。最終，在471年，阿斯帕的兒子阿爾達布被指控參與了一場反對利奧的陰謀，但最終被奉利奧之命的宮廷宦官殺害。
利奧有時會高估自己的能力，犯下威脅帝國內部秩序的錯誤。由於皇帝與年輕的東哥德人首領狄奧多里克大帝發生分歧，巴爾幹地區遭到東哥德人的蹂躪。狄奧多里克大帝在君士坦丁堡利奧的宮廷中長大，在那裡他深諳東羅馬的政府和軍事戰術。此外，匈人也發動了一些攻擊。然而，這些進攻者都沒有攻占君士坦丁堡所需的攻城武器，因為君士坦丁堡城牆在狄奧多西二世統治時期已經重建和加固。

### 汪達爾戰爭

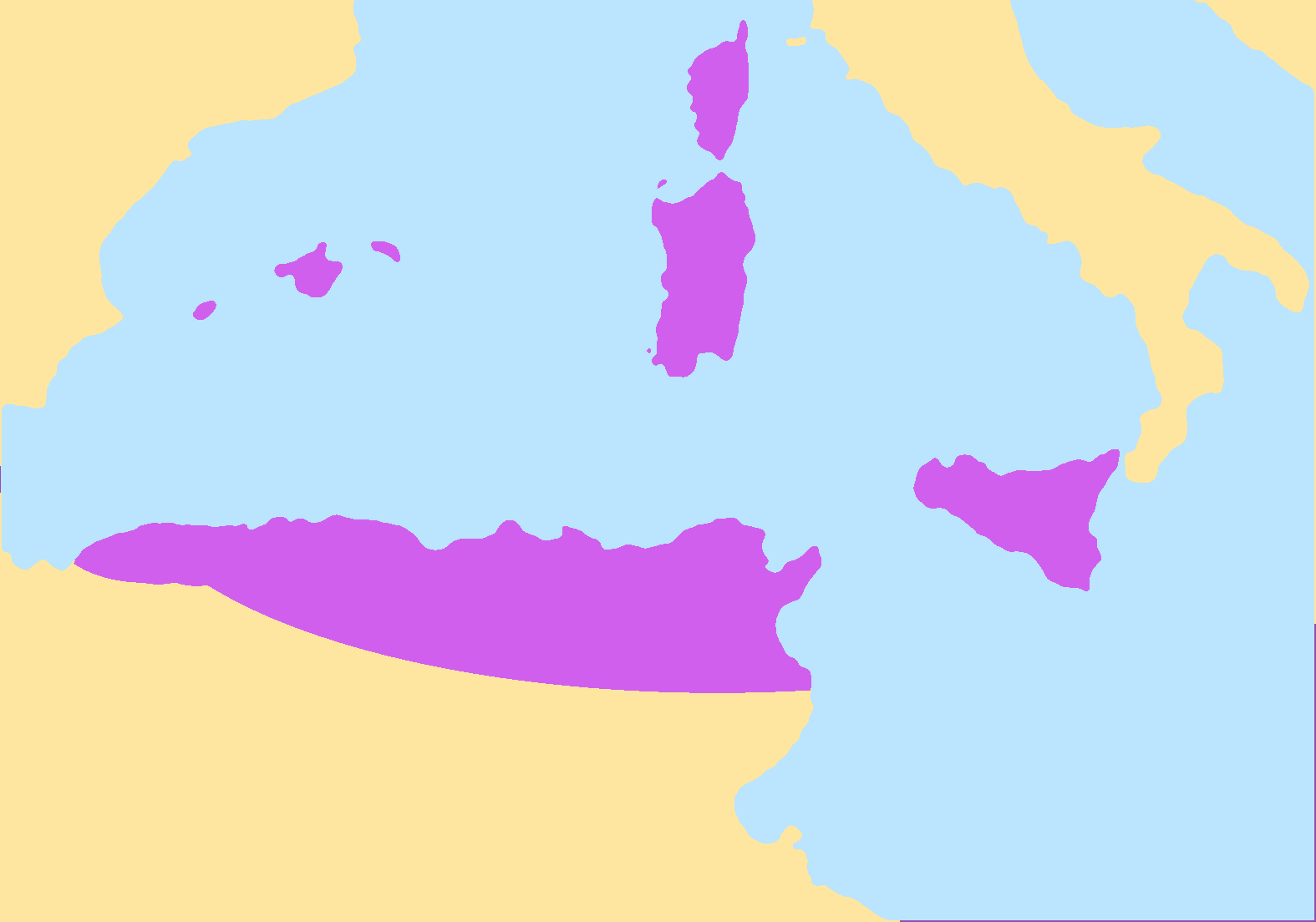
汪达尔王国

利奧統治時期也因其在西羅馬帝國的影響力而引人注目，他於467年任命安特米乌斯為西羅馬皇帝。為了鞏固這項政治成就，他於468年發動了對汪达尔王国的遠征。1113艘船載著10萬人參加了這次遠征，但由於利奧的妹夫巴西利斯库斯領導不力，最終以失敗告終。這場災難耗盡了帝國的人力和財力。普罗科匹厄斯估計遠徵花費了13萬磅黃金；呂底亞人約翰估計花費了6.5萬磅黃金和75萬磅白銀。
472年利奧頒布了一項法令，規定允許在其土地上舉行異教祭祀的高級官員將被降職並沒收其財產。較低階的罪犯將遭受酷刑，並被判處礦井勞動。
利奧於474年1月18日因痢疾駕崩，享年73歲。

## 婚姻和子女
利奧和維里娜皇后育有三個孩子。他們的長女阿里阿德涅出生於前任皇帝馬爾西安（450年-457年）駕崩前。 阿里阿德涅還有一個妹妹萊昂蒂亞。萊昂蒂亞最初與阿斯帕之子帕特里修斯訂婚，但隨著阿斯帕和他的另一個兒子阿爾達布於471年被父皇殺死，他們的婚約很可能被取消。萊昂蒂亞隨後嫁給了馬爾西安，他是西羅馬皇帝安特米烏斯和瑪西亞·尤菲米婭的兒子。478-479年，這對夫婦領導了一場反抗芝諾的失敗起義。戰敗後，他們被流放到伊蘇里亞。
463年，一個不知名的兒子出生，但五個月後就去世了。關於他的唯一資料是雷托里烏斯的天宫图和丹尼爾·斯泰利特的聖徒傳記。
13世紀編纂的《格魯吉亞編年史》借鑒了早期資料，記載了伊比利亞國王瓦赫坦一世與東羅馬公主海倫娜的婚事，並認定她是芝諾前皇帝的女兒。這位前任皇帝很可能就是利奧一世，而傳說中利奧還生了第三個女兒。歷史學家西里爾·圖曼諾夫確認了這場婚事的兩個孩子：伊比利亞王國國王米特拉達梯和伊比利亞國王利奧。小利奧是伊比利亞國王瓜拉姆一世的父親。血統的準確性尚不清楚。